# Toxicity (песма)
"Toxicity" је сингл групе System of a Down издат 2002. године. Оригинално је издат на албуму  и песму су написали Малакијан/Одађијан/Танакијан. Музички спот за песму је режирао басиста Шаво Одађијан. Снимљен је у Лос Анђелесу, Калифорнија и у њему, људи живе на улицама града приказаног на мајицама чланова бенда, као да филмски пројектор приказује сцене на њима. Малакијан такође носи хокејашку одећу Лос Анђелес Кингса са својим именом на леђима током највећег дела спота. Песма се налази у Це молу.